# Christian Adolph Diriks
Christian Adolph Diriks, född den 1 november 1775 i Köpenhamn, död den 16 december 1837 i Kristiania (nuvarande Oslo), var en dansk-norsk rättslärd och statsman. Han var far till Christian Ludvig och Carl Fredrik Diriks samt farfar till Karl Edvard Diriks.
Diriks blev fullmäktigeledamot i Hof- og Stadsretten i Köpenhamn 1800, överflyttade 1806 till Norge, där han samma år blev assessor i Kristiansands stiftoverret. År 1812 blev han byfogde och sorenbirkeskriver i Larvik. Diriks var medlem av riksförsamlingen på Eidsvold 1814, och invaldes i konstitutionskommittén och spelade som dess sekreterare en betydande roll vid grundlagens utformning. Samma år utnämndes han till professor i lagkunskap och generalpolitidirektör i Kristiania. Han var statsråd och chef för politidepartementet 1814–1818. Diriks var chef för de förenade justitie- och politidepartementen 1818–1825 och för kyrkodepartementet 1825–1836. Diriks blev kommendör med stora korset av Nordstjärneorden 1818 och ledamot av Det Kongelige Norske Videnskabers Selskab i Trondhjem 1824.